# 内田茂
内田 茂（うちだ しげる、1939年〈昭和14年〉3月15日 - 2022年〈令和4年〉12月21日）は、日本の政治家。
東京都議会議員（7期）、東京都議会議長、千代田区議会議員（4期）、千代田区議会議長、自由民主党東京都連幹事長、同東京都連最高顧問などを歴任した。娘婿は千代田区議会議員の内田直之。

## 経歴

### 生い立ち
東京都千代田区神田淡路町に生まれた。4人兄弟の長男である。親の職業は、野菜の行商と鮮魚売り、額縁職人と諸説ある。千代田区立一橋中学校（現:千代田区立神田一橋中学校）卒業。
1956年、東京都立九段高等学校中退。中退した理由は「先生をぶん殴ったため」とも言われる。高校中退後は、テキヤに出入りしたり、電気店で働いたり、喫茶店の店番をしたり、雀荘を経営したり、元外務大臣の鳩山威一郎（鳩山由紀夫・鳩山邦夫の父）の下足番になったりした。
仲の良い家族だったが、火事のため一家離散した。弟が蝋燭で悪戯をしていて燃え広がったという。内田は28歳になっていたが、2つ下の弟には障害があり、ひとりで自活することはできなかった。途方に暮れていた時に手を差し伸べてくれた安井謙（後に参議院議長）と東京都の福祉制度に出会えたことが政治家を志すきっかけとなった。

### 千代田区議
1975年に千代田区議会議員に初当選し、その後4期務めた。その間、千代田区議会議長（1984年 - 1985年、1988年）を歴任した。地元の旧友に声をかけて「十二日会」という支援組織をつくり、同級生たちを区議会に送り込み、区議会で多数派を占めた。

### 東京都議
1989年には、千代田区選挙区選出で東京都議会自民党幹事長・自民党政調会長などを歴任した木村茂東京都議会議員の千代田区長選出馬に伴う補選で、その地盤を引き継ぐかたちで東京都議会議員に初当選し、その後6期を連続して務めた。その間、東京都議会自民党政調会長（1996年 - 1997年）、同幹事長（1998年 - 1999年）、第39代東京都議会議長（2003年 - 2005年）などを歴任した。2005年より自民党東京都支部連合会幹事長に就任。2009年の東京都議会議員選挙では落選したものの、自民党東京都連幹事長は留任。2013年、東京都議会議員に再当選した。
2016年8月4日、2016年東京都知事選挙で自民党東京都連などが推薦した前岩手県知事増田寛也が自民党前衆院議員の元防衛大臣小池百合子に敗れた責任をとり、自民党東京都連幹事長の職を辞する決意を表明した。
2017年2月25日、7月の東京都議会選挙に出馬せず、議員を7期で引退することを表明した。同月の千代田区長選では自民党が推薦した新人候補が、小池の支援を受ける現職の石川雅己に大敗しており、事実上の引責を報じられた。同年の都議会選挙では千代田区に擁立した後継候補が都民ファーストの会の樋口高顕に敗れた。

### 引退後
2017年12月9日、自民党東京都連最高顧問に就任。
2018年春の叙勲で旭日中綬章を受章。
2021年1月の千代田区長選では、都民ファーストの会が前述の樋口を擁立。この選挙で自民・公明は元千代田区議の早尾恭一を推薦し、同年の東京都議会選挙の前哨戦と注目されたが、早尾は2010年に自民党を離党したちあがれ日本に参加していた経緯などから内田との関係が良好ではなく、内田は早尾の出陣式に現れなかった。31日の投開票の結果、樋口が当選した。2月22日、自民党東京都連が前述の千代田区長選で樋口への支援を周囲に指示していたことなどによる党規違反を理由に処分を検討していることが報じられた。これを受け3月31日付で自民党党東京都連最高顧問の辞表を提出した。
2022年12月21日午前7時25分、老衰のため東京都内の病院で死去。83歳没。

## 人物

### 政界入り前
内田は高校中退後ブラブラしていた。森功が取材した内田の幼馴染の喫茶店主によると「内田君はまるでフーテンの寅みたいな感じだった。4人グループで雀荘・千代田荘の帰りにうちに寄った。ヤクザだったと言う人がいるけど、麻雀仲間が地元の暴力団の構成員だった。本人は不良っぽいけど、気さくで腰も低かった。」という。

### 都議会のドン
毎日新聞によると、2016年までの十数年間にわたって、都庁幹部が内田に重要な条例や新規案件を事前に報告するなど、内田を中心に東京都政が回ってきた実情があるとされており、政治評論家田崎史郎によると「都議会のドン」と呼ばれているとされる。
また、自民党東京都連の幹事長を長年務め、東京都知事選挙や東京都議会議員選挙等における立候補者の公認権を事実上握っているとされており、元東京都知事の猪瀬直樹は内田について、「国会議員より大きな発言権を持つ」「さまざまな利権が彼を通さないと進まないようになってきている」「いじめられて自殺した都議もいる」と指摘している。

### "名門校越境"で現金
毎日新聞によると、東京都心の名門中学校として知られる千代田区立麹町中学校、千代田区立一橋中学校の「区域外就学」をめぐり、内田を含む千代田区議会議員二名は、他学区の生徒を大量紹介し、その見返りに一部の親族から謝礼として現金数十万円を受取るなど金品の授受があったことを認めている。当時、都立日比谷高等学校や都立九段高等学校など名門都立高校に多くの合格者を出した両中学校には区域外からの入学希望者が殺到しており、区議会議員が入学の仲介者となることが多かったが、とりわけ区議会議長であった内田からの紹介件数は群を抜いていた。

### 交流
秋葉原電気街発展の基礎を築いた山本長蔵の息子である山本無線元社長の山本修右と親交が深い。山一興産社長柳内光子は内田の浪人中からバックアップをしてきて、経済的につながりが深い。

## 政策
東京を世界で1番の都市にする3つのテーマは以下の通り。
安心のテーマ
- 子育て支援を充実させ育児と仕事の両立を推進する[23]。
- 老人が活き活き暮らせる地域社会を実現する[23]。
- 知力・体力・人間力を養って世界に羽ばたく人材を育成する[23]。

活力のテーマ
- 意欲的な中小企業を徹底支援する[23]。
- 都市整備を進め、首都圏の活力をアップする[23]。

安全のテーマ
- 高度防災都市を実現する[23]。
- 暮らしの安全を強化する[23]。
- 環境・クリーンエネルギー都市を目指す[23]。

## 家族・親族
内田家
- 父 - ノンフィクション作家の森功によると「親の生業は野菜の行商、鮮魚売り、額縁職人と諸説あるが地元で何らかの商売をしていたのは間違いないだろう。」という[2]。
- 母
- 弟 - 内田の弟には障害があった。内田と親交が深い山本無線元社長の山本修右によると「弟は子供の頃、階段から転げ落ちて頭を打って障害が残ったと聞いている。」という[2]。弟2人は山本無線で社員として働いた[2]。
- 妻・セイ子[4] - 内田は新潟県から上京し喫茶店に勤めていたセイ子と結婚し、3人の娘をもうけた[2]。セイ子は2015年死去した[4]。同年12月16日、東京・芝公園の増上寺で通夜が営まれた[4]。葬儀委員長は安倍晋三首相が務めた[4]。
- 娘（3人）[2]
- 娘婿・直之（一級建築士・内田都市建築デザイン代表、政治家・前千代田区議会議員）[24] - 1964年、熊本県熊本市生まれ[24]。旧姓は寺本[25]。1984年、国立有明工業高等専門学校建築学科を卒業、トステム入社[24]。2009年、同社を退社[24]。2011年統一地方選挙での千代田区議会議員選挙に初挑戦し初当選した[24]。2014年、働きながら明治大学公共政策大学院を修了[24]。2021年、東京都議会議員選挙に立候補し、落選した[26]。住所は千代田区西神田[27]。事務所は千代田区神田須田町[28]。

トリート企画
有限会社トリート企画は、娘夫婦が経営している。会社成立の年月日は「1998年12月14日」。目的は「不動産の賃貸、経営等に関するコンサルタント業務」等である。役員は「取締役 鳥居滋子、取締役 鳥居大策」。資本金の額は「300万円」。本店は「東京都千代田区神田淡路町」である。
娘夫婦の会社があるビルに自民党千代田区第二支部の事務所が入っているが、この第二支部は政務活動費から毎月事務所費としてお金を娘夫婦の会社に支出している。政務活動費は税金が原資である。政治資金規正法に詳しい上脇博之神戸学院大学教授によると「政治的、道義的に問題がある。」という。